# Spezifischer Schallleistungspegel
Der spezifische Schallleistungspegel ist ein Merkmal von Ventilatoren in der technischen Akustik. Er dient dem Vergleich von Ventilatoren hinsichtlich ihrer akustischen Schallabstrahlung (siehe Schallleistung), insbesondere wenn die Daten für unterschiedliche Betriebspunkte angegeben sind. Dazu wird die Schallleistung in Abhängigkeit vom aktuellen Betriebspunkt des Ventilators auf seiner Kennlinie nach der Beziehung von Madison rechnerisch abstrahiert.
Der spezifische Schallleistungspegel ergibt sich gemäß:
{\displaystyle L_{w,\mathrm {spez} ,n}=L_{w,n}-10\log {\frac {Q}{1\,\mathrm {\tfrac {m^{3}}{s}} }}-20\log {\frac {\Delta p}{1\,\mathrm {Pa} }}}
Hierbei sind
- {\displaystyle L_{w,\mathrm {spez} ,n}} der spezifische Schallleistungspegel bei der Drehzahl {\displaystyle n}
- {\displaystyle L_{w,n}} der gemessene Schallleistungspegel bei dem Volumenstrom {\displaystyle Q} und der Druckerhöhung {\displaystyle \Delta p}

Für eine darüber hinaus verbesserte Vergleichbarkeit wird der spezifische Schallleistungspegel bei einer Drehzahl von {\displaystyle {2900\,\mathrm {min} ^{-1}}} angegeben. 
Sofern eine Messung bei dieser Drehzahl nicht möglich ist, wird die Umrechnung des bei einer Drehzahl {\displaystyle n} gemessenen spezifischen Schallleistungspegels gemäß der folgenden Methode empfohlen:
{\displaystyle L_{w,\mathrm {spez} ,2900}=L_{w,\mathrm {spez} ,n}-\Delta L_{n}}
Hierbei sind
- {\displaystyle L_{w,\mathrm {spez} ,2900}} der spezifische Schallleistungspegel für eine Drehzahl {\displaystyle n} von {\displaystyle {2900\,\mathrm {min} ^{-1}}}
- {\displaystyle \Delta L_{n}} der Umrechnungswert für eine Drehzahl von {\displaystyle {2900\,\mathrm {min} ^{-1}}}
  - Axialventilatoren: {\displaystyle \Delta L_{n}=8{,}5\log {\frac {n}{2900}}}
  - Radialventilatoren: {\displaystyle \Delta L_{n}=17{,}3\log {\frac {n}{2900}}}

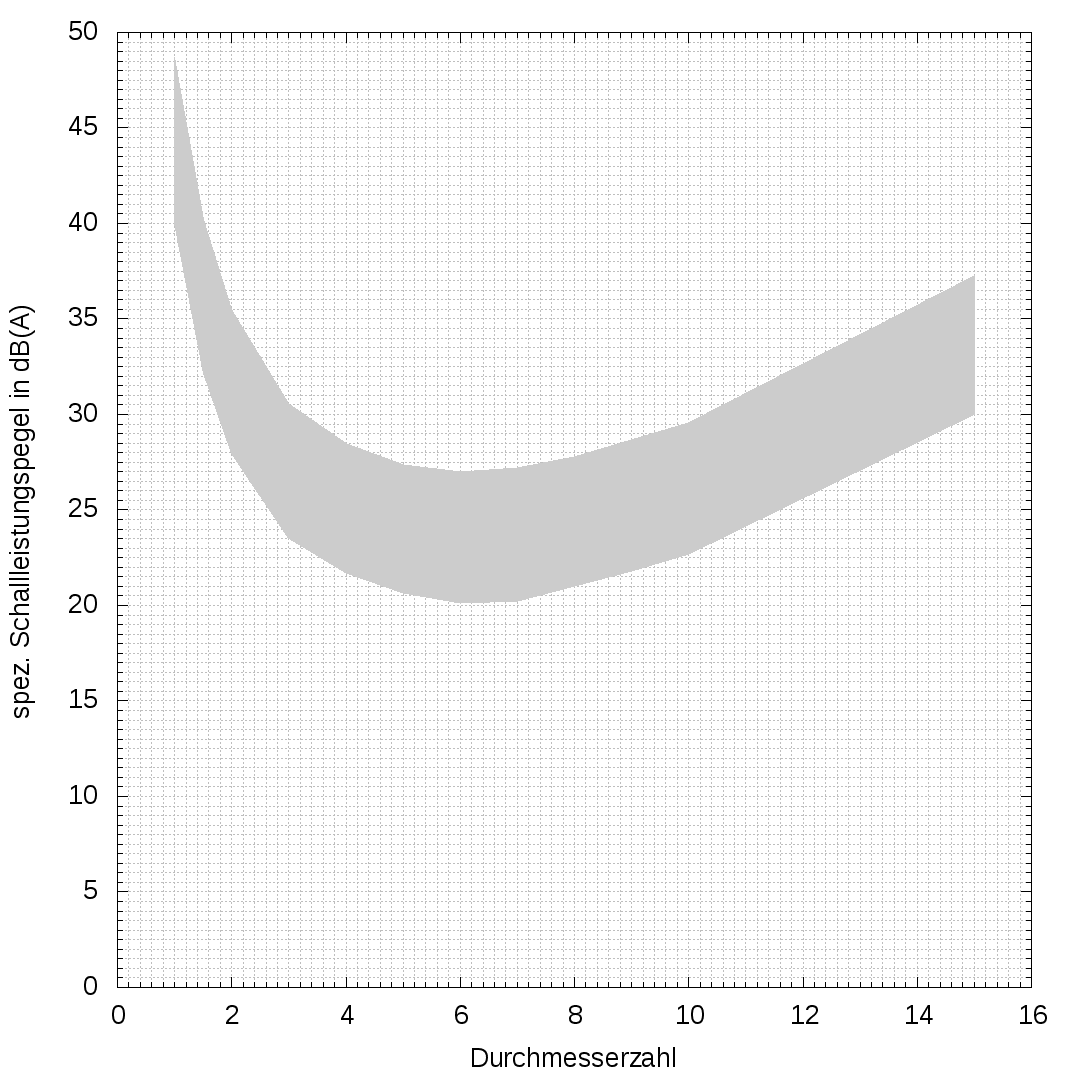
Abbildung 1: Spezifischer Schallleistungspegel in Abhängigkeit von der Durchmesserzahl. Ventilatoren mit guten akustischen Eigenschaften befinden sich im grau schraffierten Bereich.

Abbildung 1 zeigt die Abhängigkeit des spezifischen Schallleistungspegels von der Durchmesserzahl für ausgeführte Ventilatoren in Anlehnung an Schlender. Ventilatoren mit guten akustischen Eigenschaften liegen in dem grau dargestellten Bereich.